# ニッポンレンタカーサービス
ニッポンレンタカーサービス株式会社（Nippon Rentacar Service Inc.、略称：NRS）は｢ニッポンレンタカー｣ブランドでレンタカー・カーリース事業を日本全国に展開する企業。

## 概要
当社は「ニッポンレンタカー」事業の経営企画・予約管理と車両の保有を統括し、店舗運営は地域別に完全子会社が行う。そのため直営の営業所店舗は有していない。
全国展開する非自動車メーカー系のレンタカー会社としては最古参の老舗であり、保有車両数約32,200台・営業拠点国内約850箇所（案内所含む）・海外2箇所・業界第3位である。
運輸業（航空・私鉄・バス会社）と旅行業（日航開発）といった観光業関連の企業による寄り合い所帯の出資で発足しており、フランチャイジー会社の運営や企画旅行のレンタカー指定などに関わりを持ち、2017年12月まではフランチャイジー会社が運営していた店舗もあった。
1999年に東京センチュリー（当時は東京リース）が筆頭株主となり、2011年以降出資比率を高めて現在は同社子会社となっている（譲受元の株主・取得金額は非公表）。代表取締役も出資母体を中心とする社外出身者が就任する例が多く、近年は旧東京リースの母体である日本勧業銀行出身者が就任している。フランチャイジー制廃止後は、東京センチュリーとANAホールディングスのみの出資となっている。

## 沿革
- 1969年（昭和44年）3月 - 全日本空輸（現・ANAホールディングス）・東亜国内航空・東京急行電鉄など運輸・旅行業者などと金融機関（機関投資家）らの出資によりニッポンレンタカーサービス株式会社を設立。
- 1970年（昭和45年）10月 - ニッポンインシュアランスサービス株式会社（現・ニッポンレンタカーリスクマネジメント株式会社）を設立。
- 1974年（昭和49年）6月 - ニッポン自販株式会社を設立。
- 1976年（昭和51年）3月 - ホンダ・シビックを1日3,900円でレンタルできるサービス「サンキュウシビック」を開始。
- 1977年（昭和52年）6月 - 新メンバーシップ制度「NO.1CLUB」発足。
- 1979年（昭和54年）3月 - レンタカー台数10,000台達成。
- 1981年（昭和56年）4月 - 予約オンラインシステムを稼動。
- 1982年（昭和57年）8月 - NBM（ネイションワイドビジネスメンバー）カードを発行。
- 1985年（昭和60年）10月 - 本社ビル完成、フリーロード開設。
- 1991年（平成3年）4月 - SRM（スーパーレッドメンバー）カードを発行。
- 1992年（平成4年）
  - 4月 - 営業所数1,000ヶ所を達成。
  - 7月 - ABM（エリアビジネスメンバー）カード発行。
- 1993年（平成5年）7月 - 上乗せ補償制度「EAC」導入。
- 1994年（平成6年）7月 - カーナビゲーションシステム搭載車本格導入。
- 1996年（平成8年）
  - 4月 - NO.1CLUBメンバー100万名突破。
  - 10月 - 同一都府県内乗捨無料実施。
- 1997年（平成9年）
  - 2月 - オリエントコーポレーションと提携し、法人会員ハウスカード「ACM（エリアクレジットビジネスメンバー）カード」発行開始。
  - 8月 - SRM発行100万名突破。
  - 11月 - 全日本空輸のANAマイレージクラブ（AMC）との提携開始。
- 1999年（平成11年）- 第一勧銀系の東京リース（現・東京センチュリーリース）が14.6%の筆頭株主となる。
- 2000年（平成12年）10月 - オリエントコーポレーションとの提携カード「オリコSRMカード」発行開始。
- 2003年（平成15年）10月 - アニメ「クレヨンしんちゃん」をイメージキャラクターに起用（2007年9月まで）。
- 2004年（平成16年）
  - 5月 - 電子マネー「Edy（現・楽天Edy）」の対応開始。
  - 7月 - 禁煙仕様車全国導入。
- 2005年（平成17年）
  - 2月 - 「NO.1CLUB」全メンバーに対するAMCマイル付与開始。
  - 4月 - 業界初のオンデマンド予約（当日Web予約）サービス、Tポイントとの提携およびユニバーサルカー（福祉車両）の全国展開を開始。SRM300万名突破。
  - 7月 - 「クイックスタート」サービス開始。ETC搭載車のレンタル開始。
  - 11月 - NBM向け「ファストパスサービス」を開始。
- 2006年（平成18年）
  - 4月 - 料金コース制の導入。
  - 7月 - SRMプラスカード発行開始。
  - 9月 - NBMカードレスサービス「e-コミット」開始。
- 2007年（平成19年）4月 - ETC機能付「NBMカード」発行開始。
- 2008年（平成20年）
  - 3月 - エコカー（ハイブリッドカー）専用クラス「エコクラス」新設。
  - 4月 - Edy決済端末を全店に導入。軽商業車を除く全車にETC標準搭載。
  - 6月 - SRM発行数400万名突破。
- 2009年（平成21年）4月 - イメージキャラクターとして皆藤愛子を起用。
- 2011年（平成23年）- 東京センチュリーリースが既存株主から株式を買い増し、同社の持分法適用会社となる[5]。
- 2012年（平成24年）9月 - 東京センチュリーリースが既存株主から株式を買い増し、子会社化[4]。
- 2016年（平成28年）
  - 1月 - 本社を渋谷区から千代田区へ移転。
  - 5月 - ニッポン・ビソー・サービス株式会社を吸収合併。
- 2018年（平成30年）1月 - フランチャイズ制廃止。フランチャイザー企業はニッポンレンタカーサービスの完全子会社となる。

## 営業拠点
- 日本国内 852ヶ所
- 日本国外 2ヶ所

## 関連会社
- ニッポン自販株式会社（略称：NAS）
- ニッポンレンタカーリスクマネジメント株式会社（略称：NRM）
- ニッポン自動車整備株式会社（略称：NAM）
- NR HAWAII,INC.

## 提供番組
2016年10月現在

### テレビ
現在
- ジョブチューン（TBSテレビ系列）

過去
- 夢!どうぶつ大図鑑（TBS系列、TBS土曜8時枠の連続ドラマから同時間枠で継続提供）
- クレヨンしんちゃん（テレビ朝日系列、タイアップキャンペーン等も行っていた）
- TXNニュース（テレビ東京（関東ローカル）、2002年頃まで同局の再放送番組を中心にローカルスポンサーをしていた）
- あすの世界と日本（日本テレビ）系列
- MR.BRAIN (TBS) 系列のテレビドラマ

### ラジオ
現在
過去
- 皆藤愛子 あいラジ（ニッポン放送・首都圏ローカル、コニカミノルタの筆頭と共に前半のみ提供。2010年度下半期 - 2012年度上半期の間放送）
- オールナイトニッポン（ニッポン放送・NRN系列、隔日・ナショナルスポンサー。1998年3月まで一時降板、2012年6月 - ?）